# Charles De Coster
Charles De Coster (n. 20 august 1827, München, Regatul Bavariei – d. 7 mai 1879, Elsene, Comunitatea Francofonă din Belgia⁠(d), Belgia) a fost un poet, romancier și scriitor belgian, autorul cărții „Thyl Ulenspiegel” (în germană Die Geschichte von Tyll Ulenspiegel und Lamme Goedzak – "Istoria lui Tyll Ulenspiegel și a lui Lamme Goedzak"), un poem epic renumit, scris în stilul epopeii și al tragediei, a cărei primă ediție a apărut în 1867.

## Biografie

### Ani timpurii
Charles-Theodore-Henri De Coster s-a născut în München, la 20 august 1827, ca fiu al lui Augustin De Coster, un belgian nativ al orașului Liège, care fusese cleric al Nunțiaturii Apostolice pentru Bavaria din München, dar care s-a reîntors în capitala Bavariei.
Charles a urmat cursurile învățământului superior la Universității Libere din Bruxelles, unde a completat studiile în 1865. A fost unul din fondatorii unui club literar, Société des Joyeux, în care au activat scriitori ai timpului.

### Descrierea operei
E vorba de viața unui bufon inteligent care se pare că a trăit prin anii 1300, în zone din Saxonia de Jos și Țările de Jos de azi. Numele său se scrie în mai multe feluri, în funcție de sursă. În germana standard actuală (Hochdeutsch), el se scrie Till Eulenspiegel.
Eulenspiegel este un personaj dublu, ca și numele său: Ulen, Uyl, Eule = bufniță, Spiegel = oglindă. Pe românește, se întâlnește uneori adaptarea Buhoglindă. Româna folosește și traducerea Tilu Buhoglindă.
Romanul are dramatism și poezie, un stil unitar, dinamic, ritmat și plin de vervă.

## Ecranizări
- Till Buhoglindă ("Les Aventures de Till L'Espiègle", 1956), coproducție Franța - RDG
- Till Eulenspiegel (1974)
- Legenda o Tile (1979), film sovietic
- Till Eulenspiegel (2003), animație
- Till Eulenspiegel (2014), film TV